# Efterfrågekurva
Efterfrågekurvan visar marginalnyttan - hur mycket en konsument är villig att betala för att skaffa sig en vara eller tjänst. Motsvarande för utbud är utbudskurvan som visar marginalkostnaden - hur mycket en producent är villig att sälja ett nytt exemplar av varan eller tjänsten för, för att kunna täcka sina kostnader. I normala fall är utbudskurvan positiv och därmed riktad uppåt, och efterfrågekurvan negativ och således lutandes neråt. I dessa fall är efterfrågan priselastisk. Om efterfrågekurvan däremot är lodrät efterfrågas samma mängd oavsett pris, vilket gör varan eller tjänsten helt inelastisk. Det finns två undantagsfall där efterfrågekurvan är positiv - Giffenvaror och Veblenvaror.
Vore det till exempel en stor efterfrågan efter bröd vill många människor köpa bröd. Om efterfrågan är så stor att den överskrider utbudet kommer priset normalt sett att stiga och efterfrågan minska tills det att ett jämviktspris uppstår. 